# Scherpe boterbloem
De scherpe boterbloem (Ranunculus acris) is een overblijvend kruid uit de ranonkelfamilie (Ranunculaceae). De plant komt in België en Nederland algemeen voor in weilanden en langs de weg. De plant kan maximaal 1 m hoog worden. Er zijn uitlopers die bewortelen.

## Determinatie
Het blad is min of meer behaard. De onderste bladeren hebben een lange bladsteel en zijn handvormig en diep ingesneden. De onderste bladeren zijn vijf- tot zevendelig of vijf- tot zevenspletig gedeeld. De bovenste bladeren zijn zittend en geheel in lintvormige slippen gedeeld.
De plant bloeit van april tot in de herfst. De bloem is glanzend goudgeel, in doorsnede 1,5–2,5 cm en heeft vijf kroonbladen. Er liggen behaarde kelkblaadjes tegen de kroon aan en er zijn veel meeldraden. De behaarde bloemsteel is rond en niet gegroefd.
De scherpe boterbloem draagt dopvruchten met een kort, krom snaveltje.

## Ecologie
Scherpe boterbloem groeit op zonnige, vochtige, eutrofe, matig zure tot kalkhoudende en humeuze bodems. Ze vermijdt de meest droge en meest natte standplaatsen alsmede de plekken met een lage trofiegraad. De soort verdraagt bemesting en beweiding goed.

### Syntaxonomie
Scherpe boterbloem is een kensoort voor de klasse van matig voedselrijke graslanden (Molinio-Arrhenatheretea).

## Verspreiding
In België, Nederland en in grote delen van Europa, met uitzondering van het Middellandse Zeegebied, is de plant algemeen. In Zuid-Europa en Noord-Afrika komt de soort echter wel voor. De noordgrens van het verspreidingsgebied ligt in Groenland en Scandinavië. Vanuit Europa loopt het verspreidingsgebied in Azië door in Siberië. De soort is geïntroduceerd in Noord-Amerika, Zuid-Afrika, het oosten van Afrika en Nieuw-Zeeland.

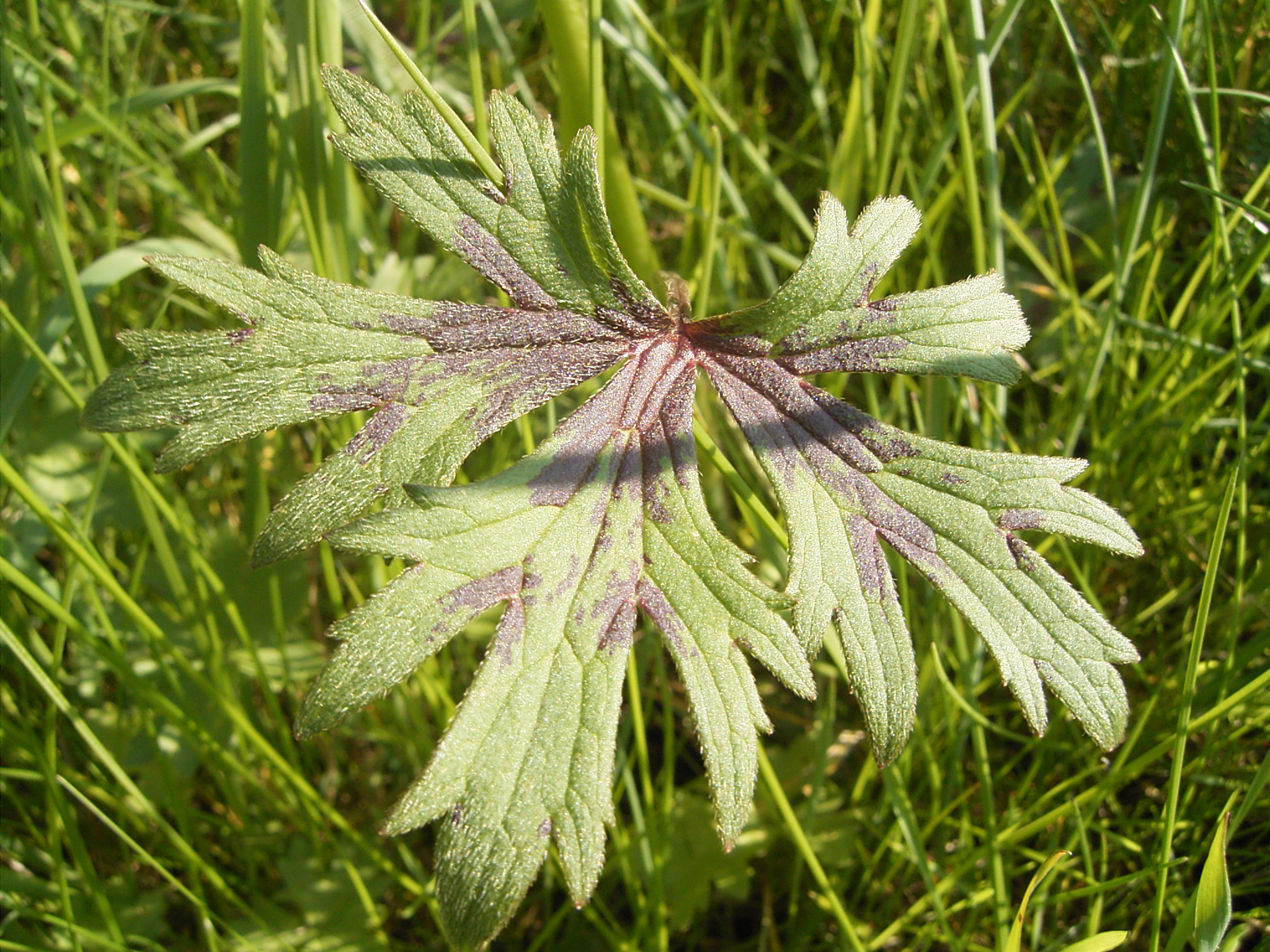
rozetblad
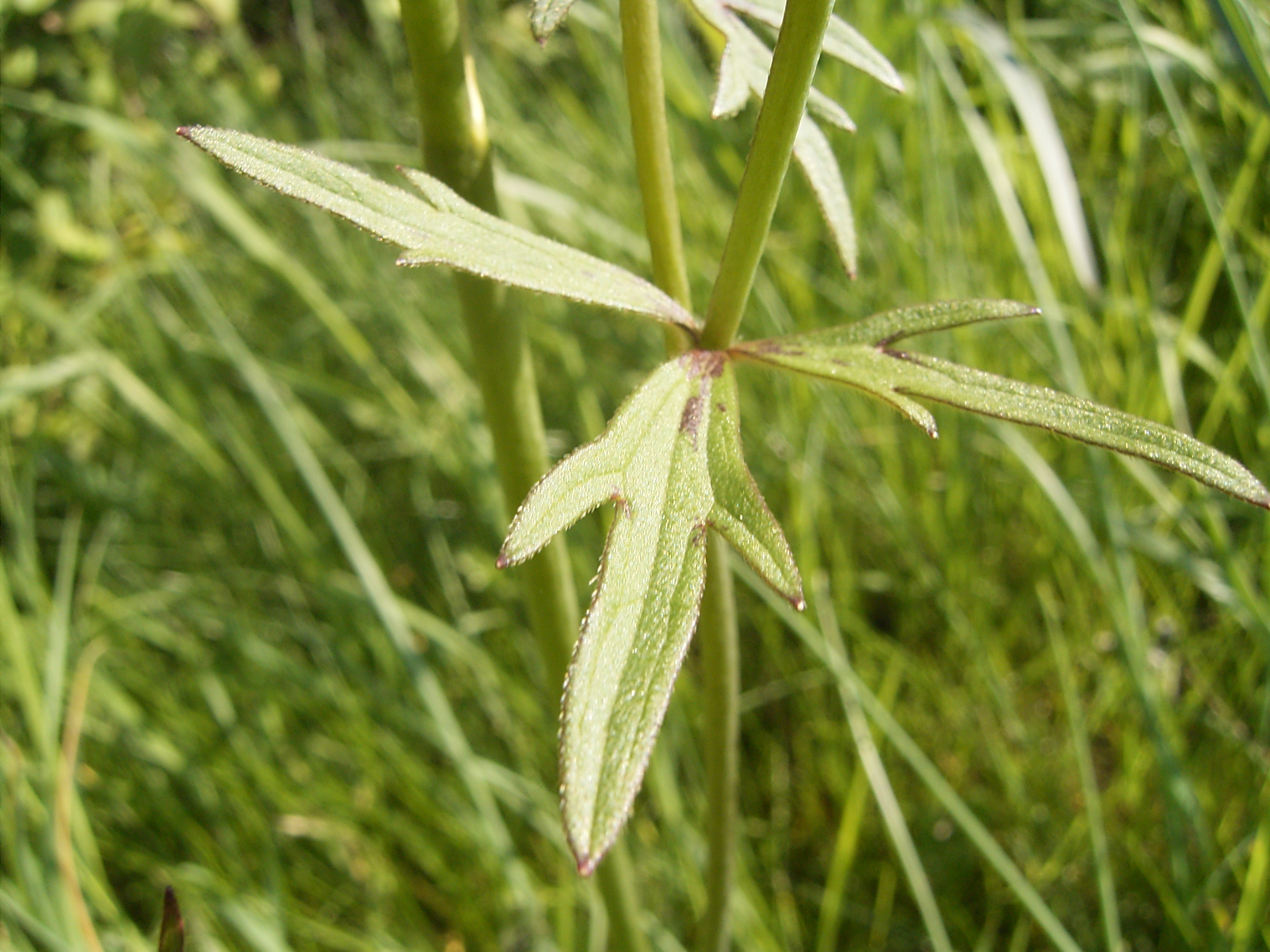
stengelblad
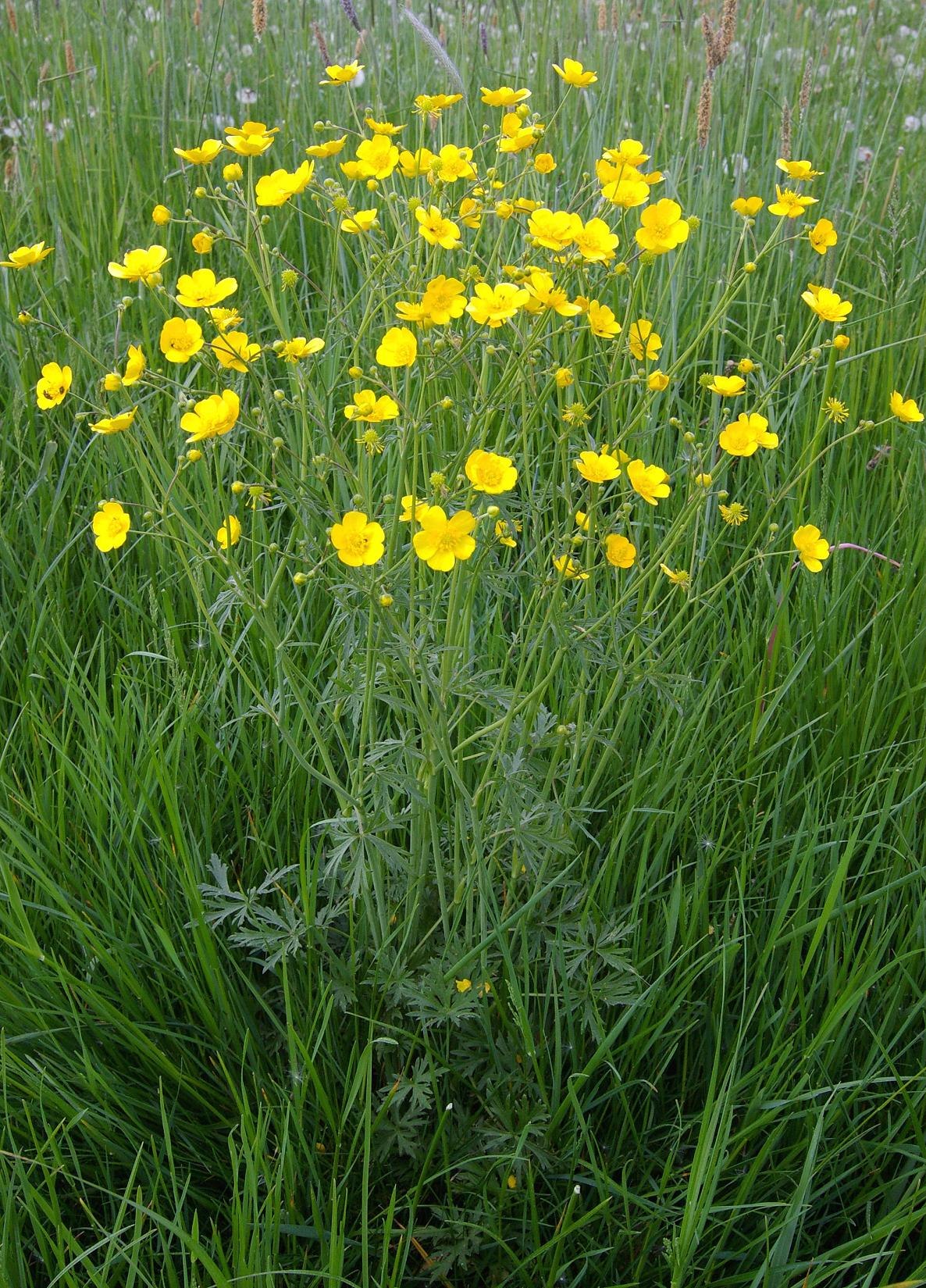
bloeiende plant
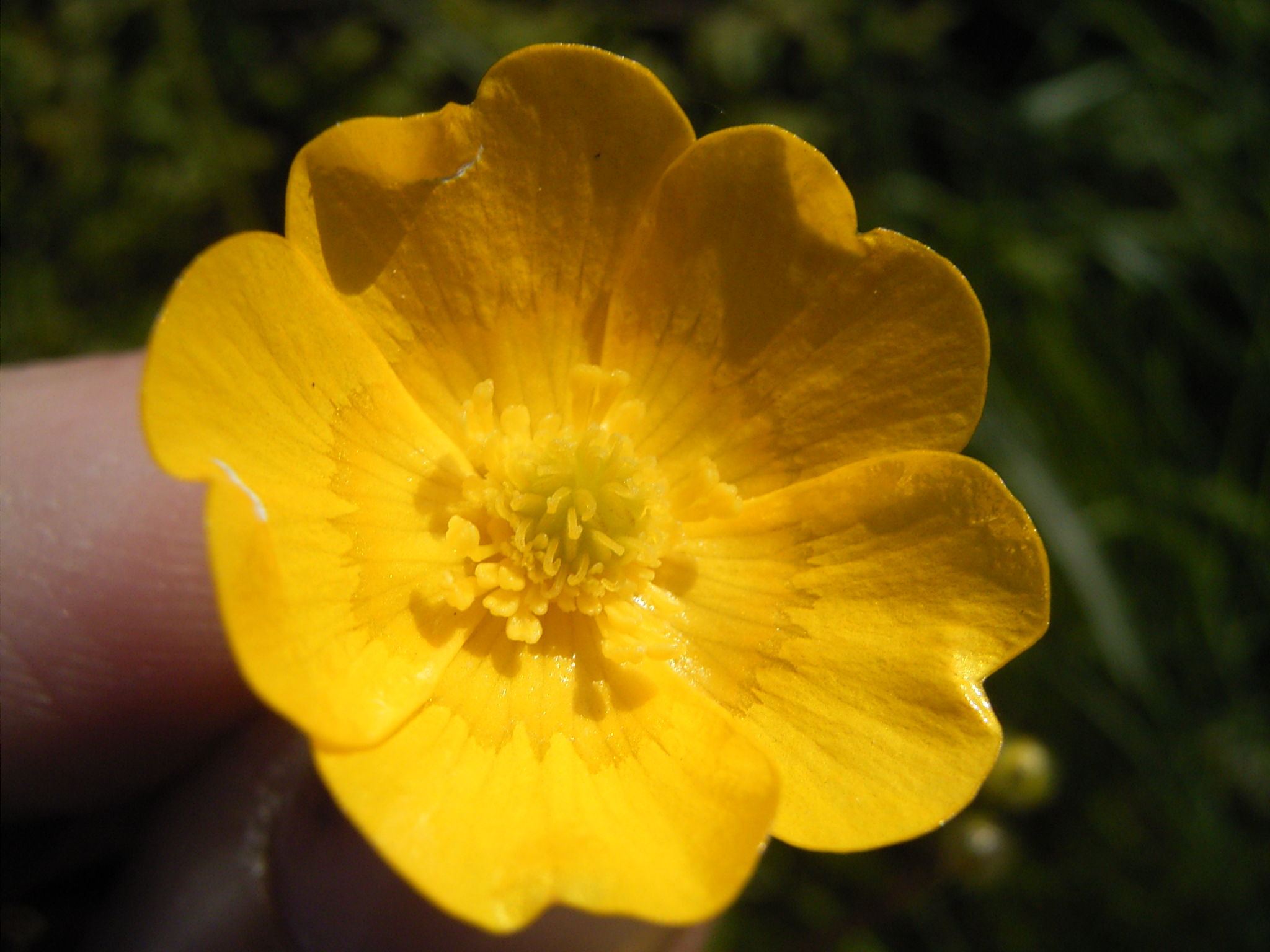
close-up bloem
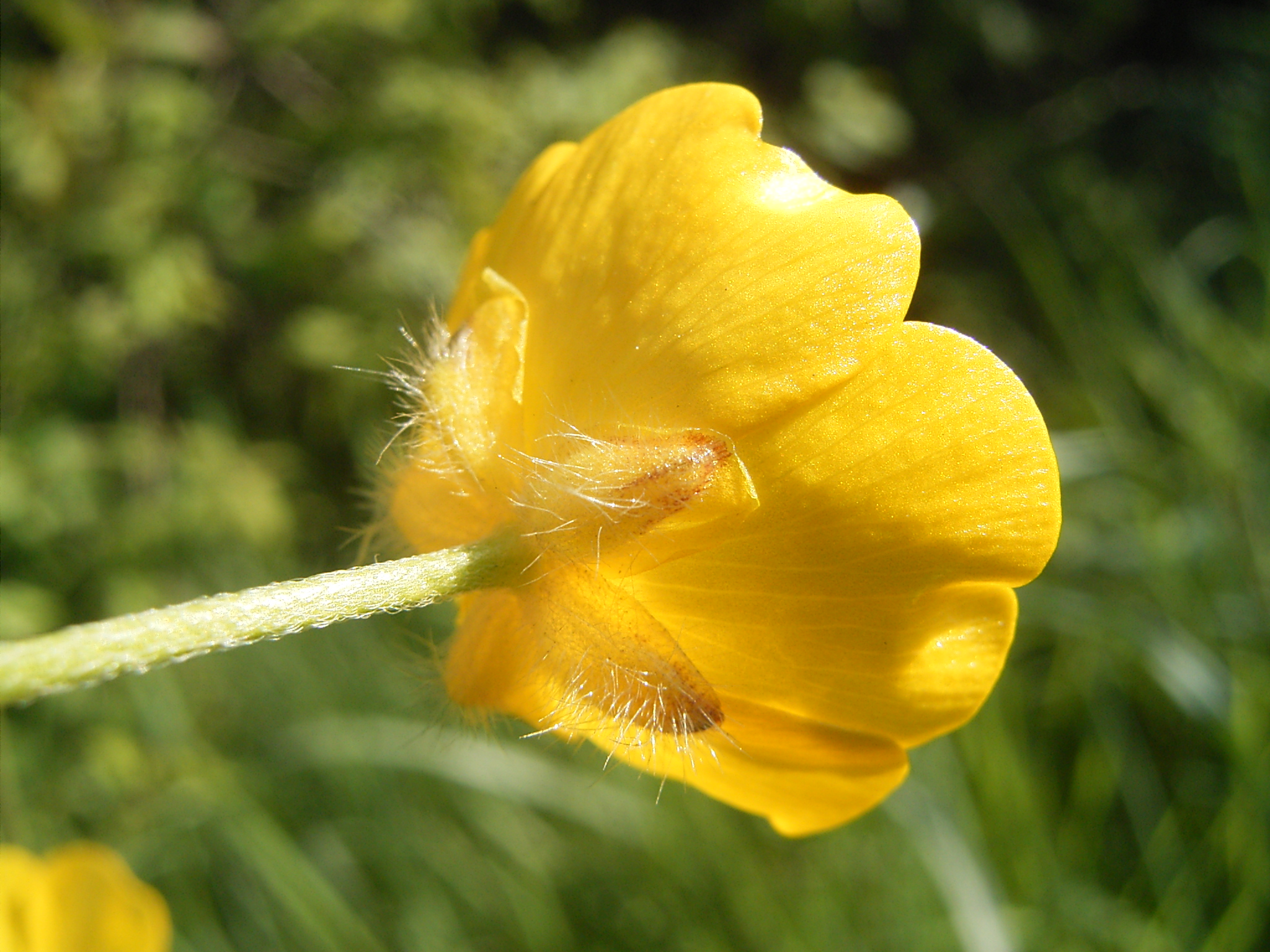
close-up kelk en kroon
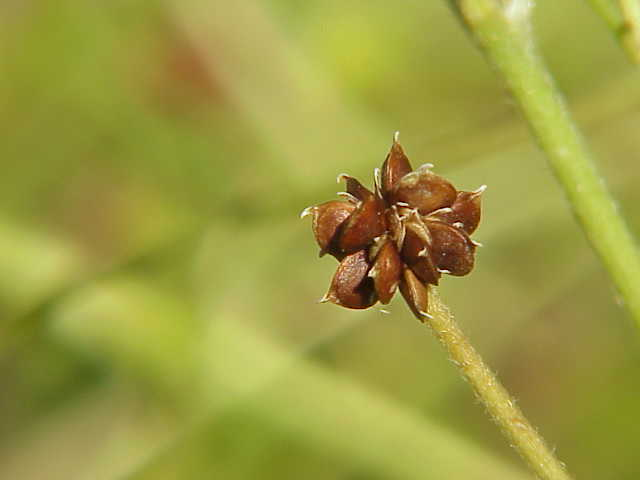
vruchtjes
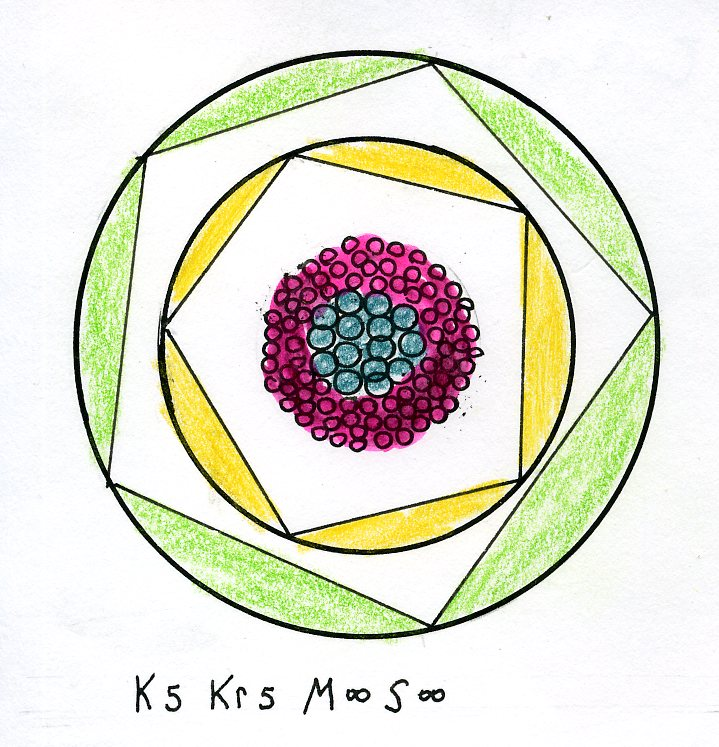
Bloemdiagram Formule: * K5 C5 A∞ G∞